# Ždrapanj
Ždrapanj falu Horvátországban Šibenik-Knin megyében. Közigazgatásilag Skradinhoz tartozik.

## Fekvése
Šibenik központjától légvonalban 17, közúton 27 km-re északra, községközpontjától 11 km-re északnyugatra, Dalmácia középső részén, az 56-os számú főúttól nyugatra fekszik.

## Története
Területén már a kora középkorban szláv település állt. Lujo Marun 1891 és 1909 között több alkalommal is visszatérve végzett régészeti feltárásokat a Szent Bertalan templom melletti területen. Ennek során egy korai román stílusban épített ószláv templom alapfalai kerültek elő. Megtalálta a pluteum, az arhitráv és az oltár előépítmény töredékeit. Az arhitrávon feliratot talált, mely szerint a templomot Pristina bribiri zsupán és felesége építtette Branimir fejedelem idejében. A fejedelem neve itt „(BR)ANIMERO DUCE(M) CLAVITNORU(M)” alakban szerepel. A török 1522-ben foglalta el a környék várait, ezt követően főként Hercegovinából pravoszláv vallású lakosság telepedett itt meg. A török uralom a 17. század végén ért véget, mely után velencei uralom következett. 1797-ben a Velencei Köztársaság megszűnésével a Habsburg Birodalom része lett. 1806-ban Napóleon csapatai foglalták el és 1813-ig francia uralom alatt állt. Napóleon bukása után ismét Habsburg uralom következett, mely az első világháború végéig tartott. A településnek 1857-ben 46, 1910-ben 72 lakosa volt. Az I. világháború után rövid ideig az Olasz Királyság, ezután a Szerb-Horvát-Szlovén Királyság, majd Jugoszlávia része lett. 1991-ben lakosságának 91 százaléka szerb, 9 százaléka horvát volt. Szerb lakói csatlakoztak a Krajinai Szerb Köztársasághoz. Római katolikus templomát a szerbek földig rombolták. 1995 augusztusában a horvát hadsereg foglalta vissza a települést. A szerb lakosság elmenekült. A településnek 2011-ben mindössze 15 lakosa volt.

## Lakosság
| Lakosság változása | Lakosság változása | Lakosság változása | Lakosság változása | Lakosság változása | Lakosság változása | Lakosság változása | Lakosság változása | Lakosság változása | Lakosság változása | Lakosság változása | Lakosság változása | Lakosság változása | Lakosság változása | Lakosság változása | Lakosság változása |
| ------------------ | ------------------ | ------------------ | ------------------ | ------------------ | ------------------ | ------------------ | ------------------ | ------------------ | ------------------ | ------------------ | ------------------ | ------------------ | ------------------ | ------------------ | ------------------ |
| 1857               | 1869               | 1880               | 1890               | 1900               | 1910               | 1921               | 1931               | 1948               | 1953               | 1961               | 1971               | 1981               | 1991               | 2001               | 2011               |
| 46                 | 0                  | 60                 | 60                 | 65                 | 72                 | 140                | 121                | 129                | 155                | 162                | 148                | 145                | 134                | 8                  | 15                 |

## Nevezetességei
Szent Bertalan tiszteletére szentelt római katolikus temploma egy magaslaton áll a régi skradini út mellett, a településtől északnyugatra a mező szélén. Közelében találhatók az egykori, Branimír fejedelem korában épített óhorvát templom maradványai és a soha ki nem száradó csodatevő forrás. A templomot története során többször is lerombolták, majd újjáépítették. Régiségét kelet-nyugati tájolása is mutatja. A főbejárat és a harangtorony a nyugati oldalon található, míg keleten van az apszis és az oltár. A templom körüli temetőben a szomszédos Piramatovac keleti részének néhány katolikus családja és a római katolikus Bubić család tagjai  temetkeztek. A templomot a délszláv háború idején a szerb felkelők lerombolták. A háború után újjáépítették, de csak évente néhányszor tartanak benne szentmisét, különösen Szent Bertalannak a plébánia védőszentjének ünnepén.